# Herdenkingsmonument Hengelo
Het herdenkingsmonument is een oorlogsmonument in de Nederlandse plaats Hengelo. Het wordt ook wel bevrijdingsmonument of verzetsmonument genoemd en De Monchys biografen vermelden het als Monument voor de gevallenen.

## Achtergrond
Op 3 april 1945 werd Hengelo door de Engelsen bevrijd van de Duitse bezetters. Hengelo was tijdens de oorlog hevig gebombardeerd en na de oorlog werd een plan opgesteld om een nieuw centrum aan te leggen.
Er werd achter het klooster bij de Thiemsbrug een tijdelijk oorlogsmonument geplaatst, bestaande uit een grafkelder en twee gedenkplaten. In de grafkelder werd een urn geplaatst met as van een onbekende overledene uit het concentratiekamp Neuengamme. Besloten werd een definitief monument bij een nieuwe stadhuis in het centrum te plaatsen. De plannen voor het stadhuis waren in 1948 gereed, maar pas in 1958 werd begonnen met de bouw. Het stadhuis van Hengelo werd in 1963 officieel geopend. Ondertussen was in 1949 in Noord het bevrijdingsmonument van Janny Brugman-de Vries geplaatst, dat een vrouw met duif toont.
De Stichting Erewacht voor Gevallenen in Hengelo benaderde in 1962 de beeldhouwers Gerard van der Leeden, Gerrit Bolhuis en Pieter de Monchy om een ontwerp voor een definitief oorlogsmonument in het stadscentrum te maken. Het monument moest toegankelijk zijn en verwijzen naar de vrijheid, een abstract werk was niet gewenst. Een jury, bestaande uit J.F. Berghoef, architect van het stadhuis, en de beeldhouwers Andriessen en Leeser, koos voor het ontwerp van De Monchy. Hij koos net als Brugman voor de duif, als personificatie van de vrede. De vogel vliegt weg van twee handen, die oprijzen vanuit een zuil in het midden van een fontein. Onder de fontein is de urn uit het tijdelijk monument herbegraven.
Op 3 april 1965, twintig jaar na de bevrijding, werd het monument onthuld door minister-president Victor Marijnen. Vervolgens aanvaardde burgemeester jhr. L.M.E. von Fisenne het monument namens het gemeentebestuur.

## Beschrijving
Het bronzen monument is geplaatst in het midden van een ronde vijver. Op een zuil zijn twee handen geplaatst die een vogel vrijlaten. Het opschrift op de rand van de vijver luidt: 

1939 - 1945 ONS DE VRIJHEID TE HERGEVEN VROEG HET OFFER VAN HUN LEVEN

Oorspronkelijk markeerde een bronzen kruisje in de vloer van de vijver de plek waar de urn is begraven, deze is verdwenen.

## Afbeeldingen

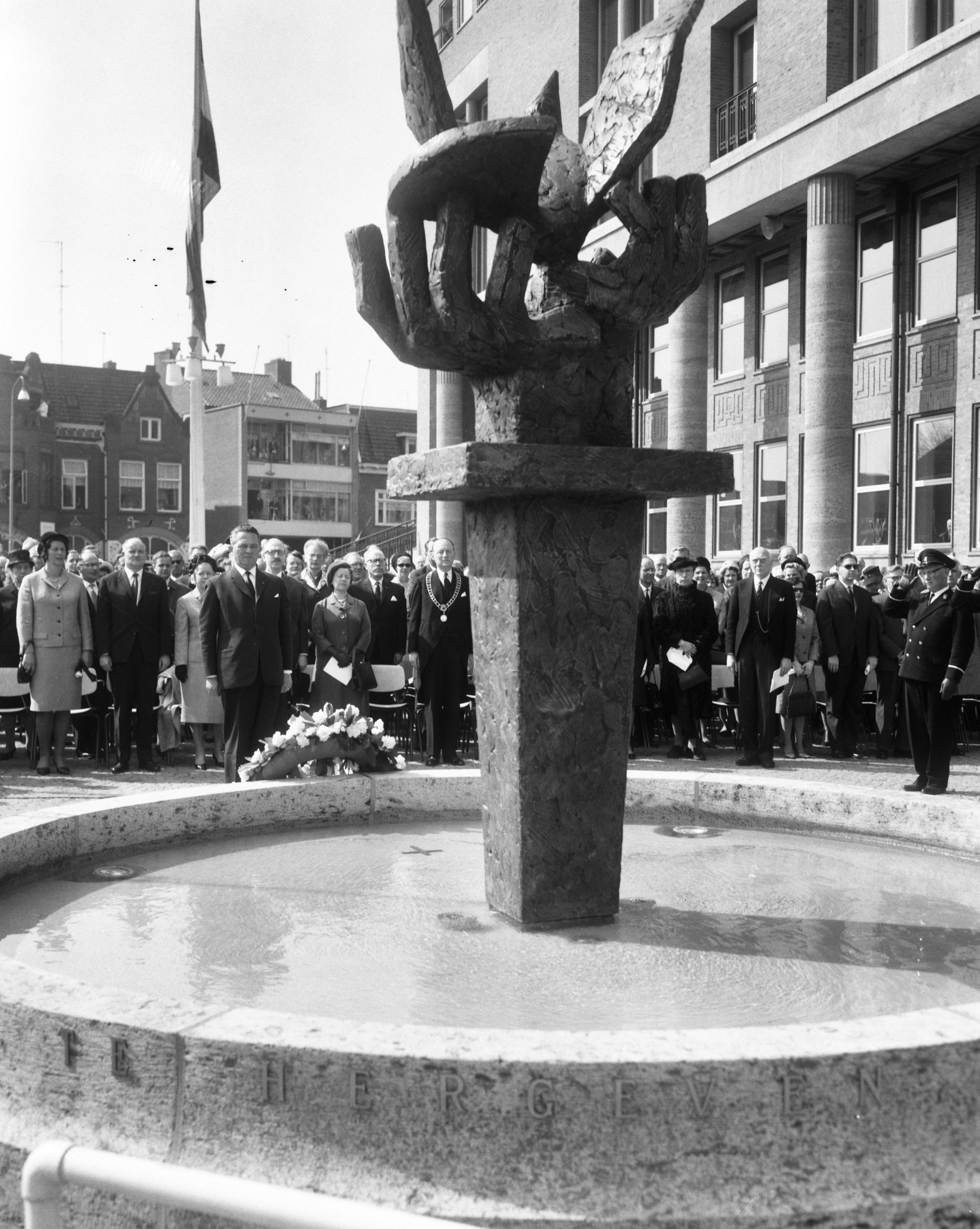
Onthulling en kranslegging door Marijnen, achter hem De Monchy
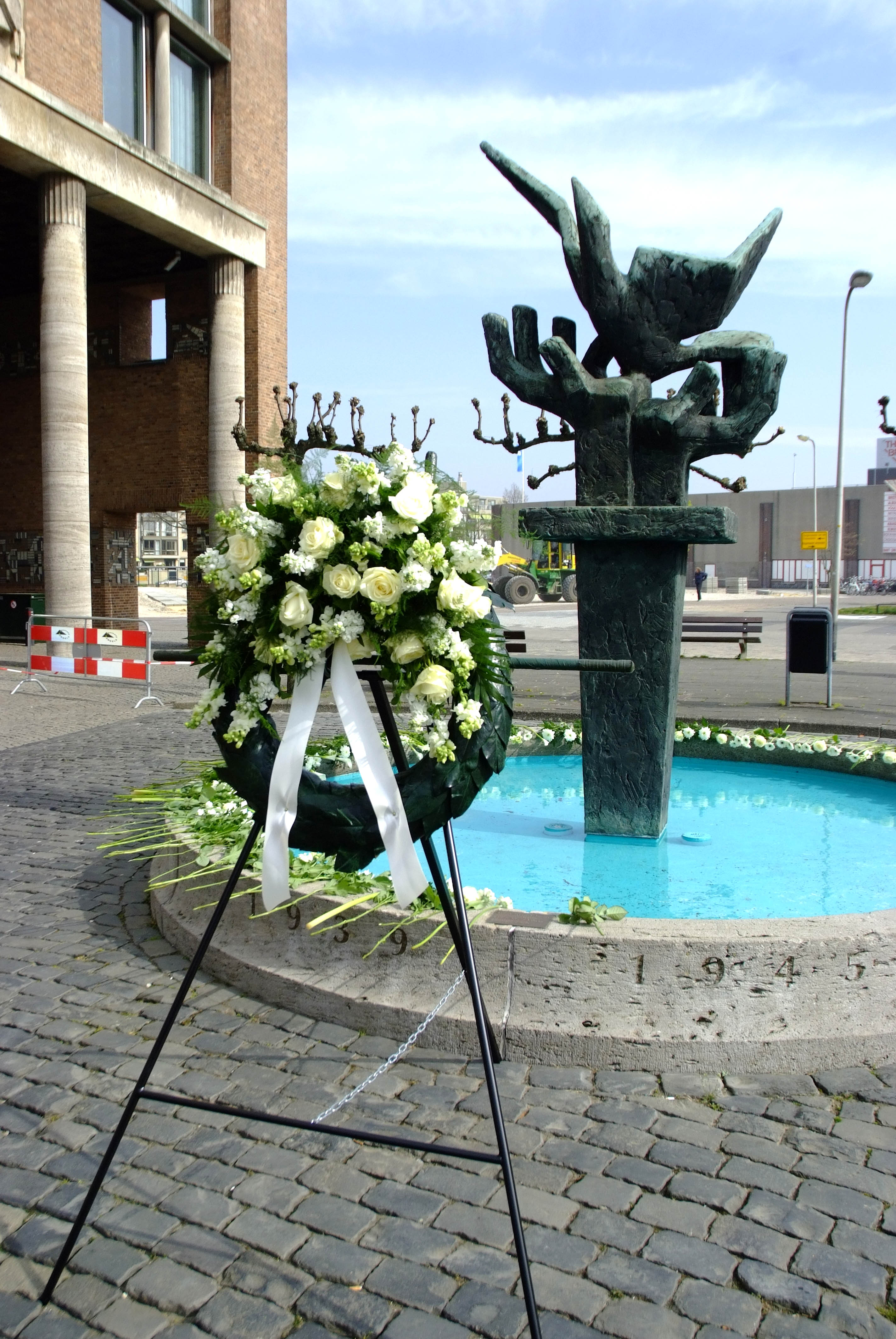
Met krans t.g.v. herdenking 2014